# Filmfare Award 1970
Der 17. Filmfare Award wurde am 11. Mai 1970 verliehen.

## Gewinner und Nominierte
| Meiste Filmfare Awards | Anokhi Raat (4 Filmfare Awards) |

| Kategorie               | Filmtitel                                          | Gewinner                                       | Weitere Nominierungen                                                                             |
| Bester Film             | Aradhana                                           |                                                | Aashirwad Jeene Ki Raah                                                                           |
| Beste Regie             | Ittefaq                                            | Yash Chopra                                    | L. V. Prasad für Jeene Ki Raah Shakti Samanta für Aradhana                                        |
| Bester Hauptdarsteller  | Aashirwad                                          | Ashok Kumar                                    | Rajesh Khanna für Aradhana Rajesh Khanna für Ittefaq                                              |
| Beste Hauptdarstellerin | Aradhana                                           | Sharmila Tagore                                | Asha Parekh für Chirag Nanda für Ittefaq                                                          |
| Bester Nebendarsteller  | Aansoo Ban Gaye Phool                              | Pran                                           | Ashok Kumar für Aashirwad Balraj Sahni für Ek Phool Do Mali                                       |
| Beste Nebendarstellerin | Paisa Ya Pyaar                                     | Tanuja                                         | Bindu für Ittefaq Farida Jalal für Aradhana                                                       |
| Bester Komiker          | Waris                                              | Mehmood                                        | Johnny Walker für Haseena Maan Jayegi Mehmood für Meri Bhabhi                                     |
| Bestes Drehbuch         | Anokhi Raat                                        | Hrishikesh Mukherjee                           |                                                                                                   |
| Beste Story             | Aansoo Ban Gaye Phool                              | Vasant Shankar Kanetkar                        | Hrishikesh Mukherjee für Aashirwad Sachin Bhowmick für Aradhana                                   |
| Bester Dialog           | Anokhi Raat                                        | Anand Kumar                                    |                                                                                                   |
| Beste Musik             | Jeene Ki Raah                                      | Laxmikant–Pyarelal                             | Sachin Dev Burman für Aradhana Shankar-Jaikishan für Chanda Aur Bijli                             |
| Bester Liedtext         | Kal Ka Paiyya – Chanda Aur Bijli                   | Gopaldas Neeraj                                | Anand Bakshi für Mere sapno ki rani – Aradhana Anand Bakshi für Badi Mastani Hai – Jeene Ki Raah  |
| Bester Playbacksänger   | Roop Tera Mastana – Aradhana                       | Kishore Kumar                                  | Manna Dey für Kal Ka Paiyya – Chanda Aur Bijli Mohammad Rafi für Badi Mastani Hai – Jeene Ki Raah |
| Beste Playbacksängerin  | Jeene Ki Raah – Shikar                             | Lata Mangeshkar                                | Lata Mangeshkar für Kaise Rahun Chup – Inteqam Sharda für Tere Ang Ka Rang – Chanda Aur Bijli     |
| Bester Schnitt          | Nanha Farishta                                     | B. S. Glaad                                    |                                                                                                   |
| Beste Kamera            | Anokhi Raat (Schwarzweißfilm) & Duniya (Farbfilm)  | Kamal Bose & Faredoon Irani                    |                                                                                                   |
| Bestes Szenenbild       | Anokhi Raat (Schwarzweißfilm) & Tamanna (Farbfilm) | Ajit Banerjee & A.R. Kakkad, Baburao T. Poddar |                                                                                                   |
| Bester Ton              | Ittefaq                                            | M.A. Shaikh                                    |                                                                                                   |
| Bester Dokumentarfilm   | Then, The Rain                                     |                                                |                                                                                                   |